# Lesní divadlo Mlýny
Lesní divadlo Mlýny (lesní divadlo Kytlice – Mlýny) bylo vybudováno ve skalách na východním okraji vesnice Mlýny v okrese Děčín v Ústeckém kraji. Nalézá se v závěrné partii poslední boční strže, která se nachází na levém břehu toku Bělé těsně před jejím konečným ústím do řeky Kamenice, v nadmořské výšce kolem 440 m. Turista jej objeví asi 190 metrů vzdušnou čarou severně od asfaltové silnice spojující malou ves Hillův Mlýn s vesnicí Dolní Falknov (blíže k Hillovu Mlýnu).

## Dostupnost divadla
Nejvhodnějším východištěm pro pěší cestu k lesnímu divadlu Mlýny je malá vesnice Hillův Mlýn (část obce Kytlice). V místě, kde se potok (nebo říčka) s názvem „Bělá“ vlévá do řeky Kamenice odbočuje severo–západním směrem ze silnice (spojující Dolní Falknov s Mlýny) lesní cesta (silnice) s „topografickým“ názvem „Na trase“. Po zhruba 250 metrech pěší chůze (přibližně severním směrem) odbočuje z cesty „Na trase“ doprava lesní pěšina, která posléze (cca po 215 metrech) vede k lesnímu divadlu Mlýny.

## Popis divadla
Lesní divadlo Mlýny bylo vytvořeno v okrouhlé sníženině, jenž je na svém severním okraji ukončena více než 4 m vysokou pískovcovou skalní stěnou. K tomuto pískovcovému útvaru (v jeho dolní části) přiléhá vyvýšené jeviště skalního divadla opatřené dřevěnou podlahou. Po obou stranách divadelního pódia kdysi stávala dvojice roubených domků, ale dnes (rok 2020) jejich funkci nahrazuje dřevěný přístřešek v levé části jeviště. K přístřešku přilehá strmé dřevěné schodiště vedoucí na taktéž dřevěný ochoz opatřený z přední strany jednoduchým zábradlím. Ochoz je propojen dvojicí ve skále vytesaných schodišť s malou skrytou chodbou, která se nachází v nejvyšším bodě lesního divadla tedy až na temeni pískovcové skály. Hercům lesního divadla Mlýny jsou tak k dispozici tři výškové „herní“ úrovně: jednak nejníže situovaný základní jevištní prostor, dále pak úzký dřevěný ochoz nad ním a konečně vrcholná partie na temeni skály. Kdysi bylo ještě k dispozici (ve sníženině pod jevištěm) upravené orchestřiště. Na okrouhlém svahu v nepříliš velké vzdálenosti od jeviště se pak nachází divadelní hlediště tvořené jednoduchými dřevěnými lavičkami.

## Historie divadla

### Třicátá léta dvacátého století
Zbudování romantického lesního divadla Kytlice – Mlýny (v zajímavé přírodní oblasti s členitým terénem a s bizarními pískovcovými útvary) inicioval místní kulič skla Franz Marschner. Ten žil v domě číslo popisné 70 a později na nedalekém palouku vybudoval malou výletní restauraci. Slavnostní otevření lesního divadla se uskutečnilo 50 dní po Velikonocích (o letnicích) v roce 1931 a to operetou. Tu sehráli ochotníci jak z řad obecních hasičů, tak i místní školní mládeže. V následujících letech v lesním divadle vystupovaly (za hojné účasti diváků z okolních obcí) i divadelní soubory z okolních měst, například z Kamenického Šenova, Děčína, Ústí nad Labem a Litoměřic.

### Druhá světová válka až sametová revoluce
Nucené rozpuštění místního ochotnického spolku (v roce 1939 nebo 1940) znamenalo konec fungování lesního divadla. Lesní divadlo bylo za války poničeno, zchátralé a zdevastované upadlo v zapomnění i po skončení druhé světové války a postupně zarůstalo lesním porostem.

### Po sametové revoluci
Po sametové revoluci (listopad roku 1989) se zde nepravidelně hrálo již od počátku 90. let 20. století. Teprve v roce 2003 skupina místních nadšenců začala podle dobových historických fotografií lesní divadlo systematicky obnovovat. Jejich úsilí podpořil nejen Obecní úřad v Kytlicích, ale i další instituce, jakož i jednotlivci. Znovuobnovené lesní divadlo bylo slavnostně otevřeno dne 19. července 2003 a to uvedením pásma tří zdramatizovaných místních pověstí. Na toto zahajovací představení se přišlo podívat kolem 500 diváků. Od té doby v tomto letním kulturním areálu (amfiteátru) místní hudební a divadelní spolek pořádají každé léto řadu činoherních představení, muzikálů, pohádek, koncertů a festivalů (včetně tradičních festivalů: „Divadelní Mlýny“ a „Folková Kytlice“). V současné době (rok 2020) se počet představení za jednu letní divadelní sezónu pohybuje kolem 10 až 12.